# 高橋元四郎

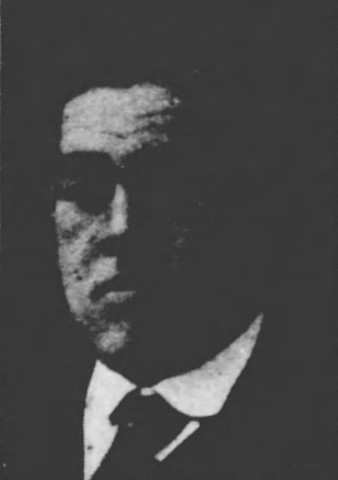
高橋元四郎

高橋 元四郎（たかはし もとしろう、1874年（明治7年）10月6日 - 1933年（昭和8年）6月22日）は、日本の政治家、実業家。

## 経歴
栃木県上都賀郡西方村（現・栃木市）出身。渡邊文平の次男。上京して田村順之助や星亨の書生となり、明治法律学校卒業後、故郷に戻って高橋家の養子となる。印刷業に従事し、後に鹿沼印刷会社社長に就任。また、政治家として、栃木県会議員、同副議長などを経て、1924年に衆議院議員に当選（以来、当選3回）。立憲民政党に所属し、党会計監督、栃木県支部長などを務めた。